# Terry Notary

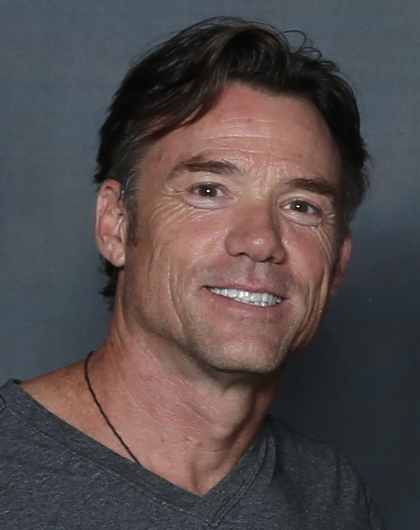
Terry Notary (2018)

Terry Notary (* 14. August 1968 in San Rafael, Kalifornien) ist ein US-amerikanischer Schauspieler, Stuntman und Bewegungschoreograf.

## Leben und Karriere
Terry Notary stammt aus Kalifornien. Im Alter von 7 meldeten ihn seine Eltern beim Turnen an, um seine Hyperaktivität zu zügeln. Er gewann ein Turn-Stipendium für die UCLA und schloss sie später mit einem Master in Theater ab. Danach arbeitete Notary für den Cirque du Soleil. Regisseur Ron Howard suchte für seinen Film Der Grinch Zirkusartisten, die den Darstellern Bewegungsabläufe nahebringen sollten. Von Notary beeindruckt, setzte er auf letzteren.
In der Folge verpflichtete ihn James Cameron für seinen Erfolgsfilm Avatar – Aufbruch nach Pandora, um die Bewegungsmuster des Volkes der Na’vi zu entwerfen. Danach konnte er von Peter Jackson für die Hobbit-Trilogie gewonnen werden. Er entwarf die Bewegungsmuster für die Völker der Elben, Zwerge und Orks und übernahm zusätzlich Stunt- und Ork-Statistenrollen. Auch in Warcraft: The Beginning, Suicide Squad oder BFG – Big Friendly Giant übernahm er diese Tätigkeiten.
Seine Schauspielrollen beschränken sich meist auf Nebenrollen, die häufig mittels Motion-Capture-Verfahren zum Leben erweckt werden. So spielte er u. a. in Planet der Affen: Prevolution und in den nachfolgenden Teilen Planet der Affen: Revolution und Planet der Affen: Survival den Schimpansen Rocket. 2017 diente er dem Riesenaffen Kong in Kong: Skull Island als Bewegungsmodell. Auch in The Square des Schweden Ruben Östlund wirkte er mit, in der Rolle des Oleg, der sich wie ein Affe verhält. 2018 übernahm er im Film Avengers: Infinity War die Rolle des Black-Order-Anhängers Cull Obsidian und fungierte darüber hinaus als Bewegungsmodell für die Rolle des Groot, dem abermals Vin Diesel die Stimme lieh. 2019 erarbeitete er die Bewegungsmuster für die Tiere im Film Der König der Löwen von Regisseur Jon Favreau.
Im Stuntbereich wird er sowohl aktiv als auch koordinativ bzw. planend eingesetzt. Neben Andy Serkis gilt er als einer der besten Affen-Imitatoren im Filmgeschäft. Notary lebt mit seiner Frau in Los Angeles.

## Filmografie (Auswahl)
| als Schauspieler - 2009: Avatar – Aufbruch nach Pandora (Avatar) - 2009: Lost Island – Von der Evolution vergessen (The Lost Tribe) - 2011: Planet der Affen: Prevolution (Planet of the Apes) - 2011: The Scissoring Part 1 - 2012: The Cabin in the Woods - 2012: Der Hobbit: Eine unerwartete Reise (The Hobbit: An Unexpected Journey) - 2013: Der Hobbit: Smaugs Einöde (The Hobbit: The Desolation of Smaug) - 2014: Planet der Affen: Revolution (Dawn of the Planet of the Apes) - 2016: Warcraft: The Beginning (Warcraft) - 2017: Kong: Skull Island - 2017: The Square - 2017: Planet der Affen: Survival (War for the Planet of the Apes) - 2018: Avengers: Infinity War - 2019: Avengers: Endgame - 2020: Ruf der Wildnis (The Call of the Wild) - 2022: Nope als Stuntman - 2000: Der Grinch (How the Grinch Stole Christmas) - 2001: Planet der Affen (Planet of the Apes) - 2002: Hot Chick – Verrückte Hühner (Hot Chick) - 2003: X-Men 2 - 2006: Superman Returns - 2007: Next - 2007: Fantastic Four: Rise of the Silver Surfer - 2008: Der unglaubliche Hulk (The Incredible Hulk) - 2009: Avatar – Aufbruch nach Pandora (Avatar) - 2011: Planet der Affen: Prevolution (Planet of the Apes) - 2011: Die Abenteuer von Tim und Struppi – Das Geheimnis der Einhorn (The Adventures of Tintin) - 2013: Der Hobbit: Smaugs Einöde (The Hobbit: The Desolation of Smaug) - 2014: Planet der Affen: Revolution (Dawn of the Planet of the Apes) - 2014: Der Hobbit: Die Schlacht der Fünf Heere (The Hobbit: The Battle of the Five Armies) - 2017: Planet der Affen: Survival (War of the Planet of the Apes) - 2019: Doctor Sleeps Erwachen (Doctor Sleep) | als Choreograf - 2000: Der Grinch (How the Grinch Stole Christmas) - 2001: Planet der Affen - 2003: X-Men 2 - 2004: The Village – Das Dorf (The Village) - 2006: Superman Returns - 2007: Next - 2007: Fantastic Four: Rise of the Silver Surfer - 2008: Der unglaubliche Hulk (The Incredible Hulk) - 2009: Transformers – Die Rache (Transformers: Revenge of the Fallen) - 2009: Avatar – Aufbruch nach Pandora (Avatar) - 2011: Planet der Affen: Prevolution (Planet of the Apes) - 2011: Die Abenteuer von Tim und Struppi – Das Geheimnis der Einhorn (The Adventures of Tintin) - 2012: The Cabin in the Woods - 2012: Der Hobbit: Eine unerwartete Reise (The Hobbit: An Unexpected Journey) - 2013: Der Hobbit: Smaugs Einöde (The Hobbit: The Desolation of Smaug) - 2014: Planet der Affen: Revolution (Dawn of the Planet of the Apes) - 2014: Der Hobbit: Die Schlacht der Fünf Heere (The Hobbit: The Battle of the Five Armies) - 2015: Fantastic Four - 2016: BFG – Big Friendly Giant (The BFG) - 2016: Warcraft: The Beginning (Warcraft) - 2016: Suicide Squad - 2017: Planet der Affen: Survival (War of the Planet of the Apes) - 2018: Rampage – Big Meets Bigger (Rampage) - 2018: Mogli: Legende des Dschungels (Mowgli: Legend of the Jungle) - 2019: Der König der Löwen (The Lion's King) - 2019: Doctor Sleeps Erwachen (Doctor Sleep) - 2020: Lovecraft Country (Fernsehserie, Episode 1x01) - 2021: Space Jam: A New Legacy - 2021: Midnight Mass (Miniserie) - 2022: Black Adam - 2023: The Last of Us (Fernsehserie) - 2023: The Killer on the Road (He Went That Way) |